# CMUT

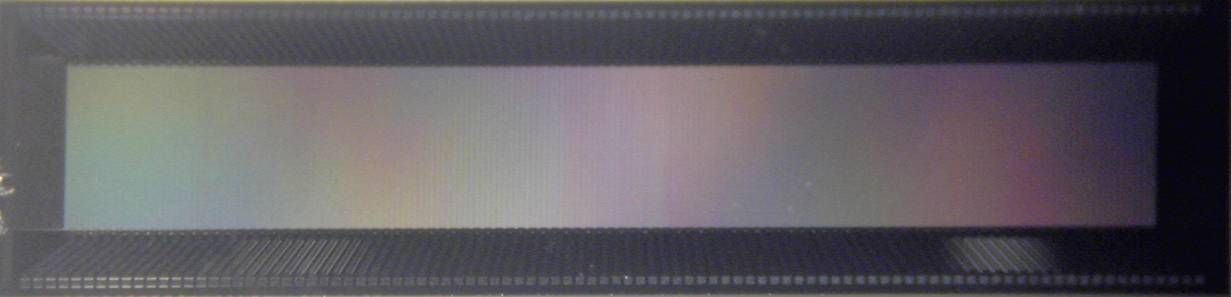

I CMUT, sigla di Capacitive Micromachined Ultrasonic Transducer, sono dei dispositivi su silicio atti alla generazione e alla ricezione delle onde (ultra)acustiche. Tali dispositivi, nati verso la metà degli anni '90 presso la Stanford University (USA), sono oggi una valida alternativa ai dispositivi classici, che utilizzano materiali piezoelettrici per la conversione dell'energia elettrica in onde acustiche e viceversa.
Stanno trovando un utile impiego nel campo dell'ecografia medica, per la loro particolare versatilità di disegno (è possibile con estrema facilità ottenere dispositivi per l'imaging 3D del corpo umano) e per l'economia di scala a cui sono sottoposti, essendo comunque dei dispositivi su silicio.
Le prestazioni, in alcuni campi di applicazione, possono essere vantaggiose rispetto a quelle di un classico trasduttore piezoelettrico, ma non c'è ancora traccia di integrazione nelle macchine ecografiche commerciali.